# 福岡高裁判事妻ストーカー事件
福岡高裁判事妻ストーカー事件（ふくおかこうさいはんじつまストーカーじけん）とは、2001年に世間に発覚した司法関係者の身内による事件。捜査にあたり捜査情報の漏洩が発生したことが問題視された。

## 事件概要
1999年11月から2000年12月28日まで、福岡高裁のA判事の妻（以下、B）が伝言サービスで知り合った会社員との間で三角関係になった女性に対して携帯電話に「死ね」「博多湾に捨ててやる」などの脅迫メールを送りつけたり、女性宅への玄関へ接着剤を注入したり、女性の子が通う学校へ中傷ビラを配布したり、会社員の勤務先に嫌がらせ電話をするなどのストーカー行為を繰り返していた事件である。

## 刑事訴訟
2001年1月31日にBが脅迫容疑で逮捕された。Bは脅迫罪、偽計業務妨害罪、器物損壊罪、住居侵入罪、名誉毀損罪で起訴された。
2001年5月7日、福岡地裁（谷敏行裁判長）で初公判が開かれ、罪状認否で被告人Bは起訴事実を全面的に認めた。
2001年10月24日、論告求刑公判が開かれ、検察側はBに懲役3年を求刑、弁護側は執行猶予付きの判決を求めて結審した。
2001年12月19日、福岡地裁（谷敏行裁判長）で判決公判が開かれ、「犯行は極めて陰湿かつ執拗で悪質」として懲役2年の実刑判決を言い渡した。この判決に対してBは控訴しなかったため、懲役2年の実刑判決が確定した。

## 捜査情報の漏洩
2000年12月28日、福岡地方検察庁次席検事の山下永寿が福岡高裁のA判事を福岡地検庁舎に呼び出し、Bのストーカー事案に関する捜査当局の内部資料などを示した。
山下次席検事はA判事との面会で福岡県警の捜査が相当進んでいると告知した上で、早急に示談などの措置をとるようとして弁護士を紹介した。A判事は当日にBに福岡地検次席検事から聞いた話としてストーカーに関して問い合わせた。
この事実は2001年1月22日に福岡県警が把握。さらに「山下が事件で使用されたと伝えたBのプリペイド式携帯電話3台が押収できなかったこと」「Bの自宅から山下からの情報を基にして弁護士が作成した対応策を記録したフロッピーディスクがあったこと」から山下が捜査情報を漏洩し、山下とAが捜査を潰そうとした疑惑が浮上した。
法務省の報告書では「山下の目的は被害者への謝罪と示談による被害回復を前提としており事件潰しを意図したものではないが、警察と被害者への配慮を欠いた極めて軽率かつ独善的な行為」とした。
山下は2001年2月5日にストーカー事件の捜査指揮から外れ、2月9日に福岡高検総務部付に更迭された。3月9日に国家公務員法違反（守秘義務違反）で嫌疑不十分の不起訴処分となったが、停職6か月の処分を受けた後で引責辞任をした。
Aは2001年3月30日に最高裁大法廷（裁判長・山口繁最高裁長官）の分限裁判で「A判事の行為は弁護士に委ねるべきで、妻(B)を擁護、支援するものとして限界を超えたもの」として12対3の多数で戒告処分とした。4月20日、国会の裁判官訴追委員会で「妻の事件に関して証拠隠滅を示唆したか否か」「妻の事件で実質的な弁護活動を行ったこと」で訴追審議が行われ、7対7で不訴追となった。Aは4月24日に判事を退官した。

## 捜査関係令状のコピー
この事件に関して福岡県警が裁判所に請求した捜査関係の令状がコピーされて、裁判所上層部に報告されていた。
2000年12月23日に裁判所に請求された際に、住所から被疑者がA判事の妻と気づいた裁判所書記官が上司の首席書記官に報告し、さらに首席書記官が上司に正確な報告を期すため記録全部と令状のコピーを取るよう指示した。
この令状はA判事本人には伝えられなかったが、2001年3月16日、最高裁大法廷（裁判長・山口繁最高裁長官）と福岡高裁特別部（宮良允通裁判長）はそれぞれ分限裁判を開き、青山正明福岡高裁長官、土肥章大福岡高裁事務局長、小長光馨一福岡地裁所長の3人に対し、令状請求など職務上知りえたことを報告することは「一般論として司法行政上の措置のために許容される」とした上で今回の事件において令状コピーの不適切さに関する監督不備を理由に戒告処分を下した。

## 関連書籍
- 産経新聞司法問題取材班「司法の病巣」（角川書店）ISBN 978-4048837422